# Oarja (gmina)
Oarja – gmina w Rumunii, w okręgu Ardżesz. Obejmuje miejscowości Ceaușești i Oarja. W 2011 roku liczyła 2948 mieszkańców.